# باتريك ميلر
باتريك ميلر (22 مايو 1992 بشيكاغو في الولايات المتحدة - ) (بالإنجليزية: Patrick Miller)‏ هو لاعب كرة سلة أمريكي في مركز هجوم خلفي. لعب مع بشكتاش لكرة السلة.

## وصلات خارجية
- باتريك ميلر على موقع الدوري الأوروبي لكرة السلة (الإنجليزية)
- باتريك ميلر على موقع كرة السلة الأوروبية.كوم (الإنجليزية)
- باتريك ميلر على موقع كلية كرة السلة في سبورتس رفرنس.كوم (الإنجليزية)
- باتريك ميلر على موقع ريلجم (الإنجليزية)
- باتريك ميلر على موقع بروبوليرز (الإنجليزية)
- باتريك ميلر على موقع سبورتس رفرنس (الإنجليزية)
- باتريك ميلر على موقع سبورتس رفرنس (الإنجليزية)